# UD Tamaraceite
UD Tamaraceite is een Spaanse club uit Las Palmas de Gran Canaria. De club komt uit in de Segunda División RFEF en werd opgericht in 1966. 
Algeciras CF ·
Atlético Sanluqueño CF ·
Betis Deportivo Balompié ·
Cádiz B · 
Córdoba CF ·
CD El Ejido 2012 ·
Club Recreativo Granada ·
Las Palmas B ·
Linares Deportivo ·
Linense · 
CF Lorca Deportiva ·
Marbella FC · 
CD Marino ·
Real Murcia ·
UCAM Murcia CF ·
Recreativo Huelva ·
San Fernando CD ·
Sevilla Atlético ·
UD Tamaraceite ·
Yeclano Deportivo